# 1. FC Sonthofen
Der 1. FC Sonthofen ist ein Fußballverein aus der Kreisstadt Sonthofen (Allgäu).

## Geschichte
Der Verein wurde 1919 als Fußballabteilung des TSV Sonthofen gegründet. 1984 löste sich die Abteilung vom Hauptverein und wurde unter dem Namen 1. FC Sonthofen selbständig.
In der Saison 2006/07 stieg er erstmals in die Landesliga Bayern Süd auf und hielt sich dort drei Spielzeiten lang. Nach Abstieg und sofortigem Wiederaufstieg etablierte sich der Verein in der Saison 2011/12 im oberen Mittelfeld und stieg als Tabellenfünfter dank des erweiterten Aufstiegsrechts im Rahmen der Spielklassenreform des Bayerischen Fußball-Verbands in die Bayernliga auf. Im Jahre 2019 stiegen die Sonthofener nach verlorener Relegation gegen Türkspor Augsburg in die Landesliga ab.
In der Saison 2023 gelang dem Verein als Meister der Landesliga Südwest der Wiederaufstieg in die Bayernliga.

## Erfolge
- Meister der Bezirksoberliga Schwaben: 2007
- Aufstieg in die Bayernliga: 2012, 2023

## Bekannte Spieler
- Uwe Wegmann